# Giberto Bartolomeo Borromeo
Giberto Bartolomeo Borromeo (ur. 12 września 1671 w Mediolanie, zm. 22 stycznia 1740 w Novarze) – włoski kardynał.

## Życiorys
Urodził się 12 września 1671 roku w Mediolanie, jako syn Renata Borromeo i Giulii Arese. Studiował na Uniwersytecie Pawijskim, gdzie uzyskał doktorat utroque iure i Uniwersytecie w Mediolanie, gdzie uzyskał doktorat z teologii. Następnie został protonotariuszem apostolskim i referendarzem Trybunału Obojga Sygnatur. 14 grudnia 1710 roku przyjął święcenia kapłańskie. 26 stycznia 1711 roku został wybrany arcybiskupem tytularnym Antiochii, a 1 marca przyjął sakrę. W tym samym roku został asystentem Tronu Papieskiego. Trzy lata później został biskupem Novary. 15 marca 1717 roku został kreowany kardynałem prezbiterem i otrzymał kościół tytularny Sant’Alessio. Zmarł 22 stycznia 1740 roku w Novarze.